# Tam Hưng (phường)
Tam Hưng là một phường cũ từng thuộc thành phố Thủy Nguyên, thành phố Hải Phòng, Việt Nam.

## Địa lý
Phường Tam Hưng nằm ở phía đông bắc thành phố Thủy Nguyên, cách trung tâm huyện 13 km, có vị trí địa lý:
- Phía đông giáp tỉnh Quảng Ninh
- Phía tây giáp phường Nam Triệu Giang và phường Phạm Ngũ Lão
- Phía nam giáp phường Nam Triệu Giang
- Phía bắc giáp phường Minh Đức.

Phường Tam Hưng có diện tích 7,22 km², dân số năm 2023 là 8.200 người, mật độ dân số đạt 1.135 người/km².

## Lịch sử
Trước năm 1945, địa bàn xã Tam Hưng thuộc tổng Phục Lễ, huyện Thủy Đường. 
Sau năm 1945, thành lập xã Tam Tỉnh trên cơ sở 3 thôn: Do Lễ, Đoan Lễ, Do Nghi; thành lập xã Phục Hưng trên cơ sở 3 thôn: Phục Lễ, Phả Lễ, Lập Lễ.
Tháng 11 năm 1946, thành lập xã Tam Hưng trên cơ sở xã Tam Tỉnh và xã Phục Hưng. 
Lúc bấy giờ, xã Tam Hưng gồm có 7 thôn.
Cuối năm 1956, thành các xã:
- Thành lập Lập Lễ trên cơ sở thôn Lập Lễ của xã Tam Hưng.
- Thành lập xã Phả Lễ trên cơ sở thôn Phả Lễ của xã Tam Hưng.
- Thành lập xã Phục Lễ trên cơ sở thôn Phục Lễ của xã Tam Hưng.

Xã Tam Hưng còn lại 3 thôn: Do Lễ, Đoan Lễ, Do Nghi.
Ngày 27 tháng 10 năm 1962, Quốc hội ban hành Nghị quyết về việc sáp nhập tỉnh Kiến An vào thành phố Hải Phòng. Khi đó, xã Tam Hưng thuộc huyện Thủy Nguyên, thành phố Hải Phòng.
Ngày 20 tháng 7 năm 2022, HĐND TP. Hải Phòng ban hành Nghị quyết số 26/NQ-HĐND về việc:
- Sáp nhập Thôn 3 vào Thôn 2.
- Thành lập Thôn 3 trên cơ sở Thôn 4 và Thôn 5.
- Đổi tên Thôn 8 thành Thôn 4.
- Thành lập Thôn 5 trên cơ sở Thôn 6 và Thôn 7.
- Thành lập Thôn 6 trên cơ sở Thôn 9 và Thôn 10.

Ngày 24 tháng 10 năm 2024, Ủy ban Thường vụ Quốc hội ban hành Nghị quyết số 1232/NQ-UBTVQH15 về việc sắp xếp đơn vị hành chính cấp huyện, cấp xã của thành phố Hải Phòng giai đoạn 2023 – 2025 (nghị quyết có hiệu lực từ ngày 1 tháng 1 năm 2025). Theo đó, thành lập phường Tam Hưng thuộc thành phố Thủy Nguyên trên cơ sở toàn bộ 7,22 km² diện tích tự nhiên và quy mô dân số là 8.200 người của xã Tam Hưng.
Ngày 16 tháng 6 năm 2025, Ủy ban Thường vụ Quốc hội ban hành nghị quyết sắp xếp đơn vị hành chính cấp xã của thành phố Hải Phòng năm 2025. Theo đó, toàn bộ diện tích tự nhiên, quy mô dân số của Tam Hưng được sắp xếp cùng các phường Nam Triệu Giang, Lập Lễ thành phường mới có tên gọi là phường Nam Triệu.